# Stadio Olimpico di Torino
Stadio Olimpico di Torino – stadion wielofunkcyjny znajdujący się w mieście Turyn we Włoszech.
Swoje mecze rozgrywa na nim zespół Torino FC. Jego pojemność wynosi 27 168.
Otwarto go w 1933 roku jako Stadio Municipale Benito Mussolini. W 2006 był główną areną zmagań Zimowych Igrzysk.

## Koncerty
- 4 września 1987 – Madonna – Who’s That Girl World Tour – widownia: 65 000 / 65 000 (100%)[1]